# オスカル・アコスタ
オスカル・アコスタ・セレドン（Óscar Acosta Zeledón、1933年4月14日 - 2014年7月15日）は、ホンジュラスの著作家、詩人、批評家、政治家、外交官である。

## 経歴
1933年4月14日、首都のテグシガルパのラス・デリシアス地区に生まれた。
アコスタは雑誌「テグシガルパ」のジャーナリストとしてペルーでキャリアを始めた。彼はまた、Editorial Nuevo Continente、las revistas Extra、Presente、Editorial Iberoamericana、Honduras Literaria y Extraなどを設立した。加えてホンジュラス国立自治大学の大学誌のディレクターも務めた。
2014年7月15日にテグシガルパで81歳で死去した。

## 文学作品
Antología de la nueva poesía hondureña （1967（新しいホンジュラス詩のアンソロジー）) やPoesía hondureña de hoy (1971)（ホンジュラス詩の現代）などで、他の作家の作品を編集してまとめている。研究ではRafael Heliodoro Valle, vida y obra (1964)に重きを置いている。詩は親しみやすいトーンで奥深く、静穏である。
オスカルがマドリードで1952－1972年の間に書いた詩を集めた詩集『Poesia』は、1976年にEdiciones Cultura Hispánicaという出版社から刊行された 。この詩集は111の詩を含み、以下のように分類される。
『Poesía menor』（ポエシア・メノール）は1957年に出版された本である。Lucidez CreativaのなかのDr. Hector M. Leyva,によるAnticipación el geranioのエッセイでは差別されていたり、軽蔑されていたようなものを取り戻そうということを述べている。短詩はもっとも基礎的でひかえめである。
オスカル・アコスタの詩集にはFormas del amor (1959), Escritura amorosa (1962) and Poemas para una muchacha (1963)などがある。

## 著作
- Responso poético al cuerpo presente de José Trinidad Reyes（レスポンソ・ポエティコ・エル・クエルポ・プレセンテ・デ・ホセ・トリニダード・レジェス (1955)
- El arca (1956)（エル・アルカ）
- Poesía menor (1957)（ポエシア・メノール）
- Tiempo detenido (1962)（ティエンポ・デテニド）
- Mi país (1971)（ミ・パイス）
- Poesía. Selección 1952–1965 (1965)（ポエシア・セレクション 1952-1965）
- Poesía. Selección 1952–1971 (1976)（ポエシア・セレクション 1952-1971）
- Rafael Heliodoro Valle. Vida y obra (1964)（ラファエル・エリオドロ・バジェ、ビダとオブラ）

## 受賞
- 1960 Premio Rubén Darío（ルベン・ダリオ賞）
- 1979 Premio Nacional de Literatura Ramón Sosa（ラモン・ソサ賞）[9]